# Uganda na Letnich Igrzyskach Paraolimpijskich 1996
Ugandę na Letnich Igrzyskach Paraolimpijskich w 1996 roku reprezentował 1 zawodnik w podnoszeniu ciężarów. Nie zdobył on medalu w swej konkurencji.

## Wyniki

### Podnoszenie Ciężarów
| Zawodnik       | Kategoria  | Wynik  | Pozycja |
| -------------- | ---------- | ------ | ------- |
| Richard Bogere | do 67,5 kg | 110 kg | 21.     |